# Благоја Јанков Мучето
Благоја Јанков — Мучето (Струмица, 3. јун 1911 — Штип, јун 1944) био је учесник Народноослободилачке борбе и народни херој Југославије.

## Биографија
Рођен је 3. јуна 1911. године у Струмици, у сиромашној породици. После основне школе, завршио је два разреда гимназије, а затим отишао у Београд на изучавање кројачког заната. Тамо је приступио радничком покрету.
Због интензивне активности убрзо је постао синдикални функционер. Његову делатност убрзо је опазила полиција, па је убрзо ухапшен. У београдском затвору Главњачи је мучен и злостављан. После шест месеци, пуштен је из затвора и протеран у родну Струмицу. У Струмици се одмах ангажовао у организовању радника у Уједињеним радничким синдикатима Југославије. Захваљујући добром одзиву радника, организовао је штрајк, којег је сам предводио. Након тога га полиција га поново прогони, али је отишао у Београд.
Године 1938. постао је члан Комунистичке партије Југославије. Као искусан синдикалиста и организатор штрајкова, ушао је у Штрајкачки одбор у Београду. Приликом једне демонстрације полиција га је опет ухватила и одвела на мучење у Главњачу. Након изласка из затвора, постао је члан Рејонског комитета КПЈ у Београду.
Године 1941. постао је члан Покрајинског комитета КПЈ за Македонију. Након тога је упућен на место инструктора у источној Македонији. Исте године био је организатор првих отпора бугарској окупационој власти у Струмци. Активно је учествовао и у припремама за формирање партијских организација у Радовишу, Берову и Валандову. Бугарска полиција га је убрзо открила и пратила његову делатност. Као илегалац, највише се кретао у Штипу и околини. Створио је партизанску базу у селу Долани, у својству члана Обласног комитета КПЈ.
У једној провали, полиција је открила базу и извршила напад. Тада је с Благојем био и Славчо Стојменски, који је у сукобу с полицијом погинуо. Благоја је био рањен, али је успео да побегне. У веома тешким условима наставио је револуционарну делатност и борбу против окупатора. Бугарски војни суд осудио га је на смрт у одсуству и издате су потернице за њим. У јуну 1944. године, полиција је открила његово скровиште. Благоја је пружао отпор по улицама града, све док није погинуо.
Указом Президијума Народне скупштине ФНР Југославије 10. октобра 1951. проглашен је за народног хероја.
Године 1964, родна кућа у Струмици претворена му је у меморијални музеј.